# 阿特納斯區

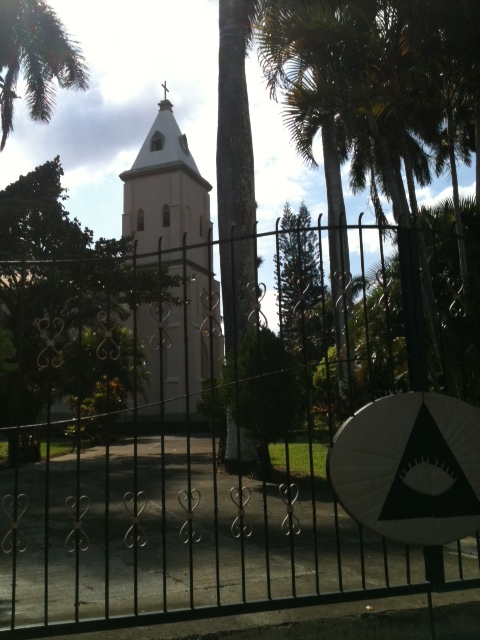

阿特納斯區（西班牙語：Atenas）是哥斯達黎加的一個區，位於該國西北部阿拉胡埃拉省，處於阿拉胡埃拉西南面25公里，面積6.76平方公里，海拔高度698米，2011年人口7,182，人口密度每平方公里1,062.43人。